# Baie de Cadix
Ne doit pas être confondu avec Golfe de Cadix ou Comarque de la Baie de Cadix.
La baie de Cadix (Bahía de Cádiz) est une baie située sur la côte atlantique espagnole, à proximité de Cadix, en Andalousie. Les communes placées sur l'arc que forme cette baie sont Cadix, Rota, El Puerto de Santa María, Puerto Real, San Fernando et Chiclana de la Frontera. 
Plusieurs fleuves s'y jettent : le Guadalete, l'Iro (es) et le Salado de Rota (es). Par ailleurs, plusieurs chenaux (en) la parcourent : le chenal de Sancti Petri (es) et le San Pedro (es). La baie se caractérise aussi par la présence de nombreux marais. Cet environnement humide est en grande partie protégé dans le cadre du parc naturel de la baie de Cadix (es).

## Formation de la baie de Cadix

Carte de la baie de Cadix dans l'antiquité.

L'étude paléotopographique de la baie de Cadix s'est, jusqu'en 1997, essentiellement basée sur les sources latines antiques, telles que Ora Maritima de Avienus. Ces sources évoquent l'existence d'un ancien archipel proche de la côte.
À partir de 1997 ont débuté des études scientifiques sur l'évolution historique du littoral de la région de Cadix. Ces études ont confirmé l'existence de l'archipel mentionné dans les sources latines, et ont révélé la manière dont les différentes îles se sont unies, à travers un processus de sédimentation provoqué par diverses causes.
Les facteurs qui sont intervenus dans le changement de la physionomie de la baie et de ses îles sont les variations eustatiques, la houle, les courants marins et fluviaux, l'activité sismique et l'action de l'homme. Les principaux phénomènes peuvent être résumés comme suit : 
- variations eustatiques : le niveau de la mer a évolué au cours des 10 000 années passées ;
- formation d'îles et de cordons littoraux (par accumulation de sable face à la côte), associée à la stabilisation et à la descente du niveau de la mer ;
- colmatage des espaces compris entre les cordons littoraux et la côte ;
- érosion marine dans les zones côtières ouvertes, renforcée par une activité sismique constante ;

Ces grandes altérations géographiques rendent difficile la localisation et l'étude des établissements humains du passé. Cette carence génère des inconnues archéologiques compliquées à résoudre : emplacement du port de Gadès, localisation des temples d'origine phénicienne et des salines romaines, entre autres. Les dernières données obtenues démontrent que très tôt, vers 4500 av. J.-C., existaient déjà de vastes zones de marais, exploitées depuis longtemps pour leur sel.